# Ralf Moritz
Ralf Moritz (*  2. Mai 1941 in Leipzig) ist ein deutscher Sinologe.

## Biografie
Moritz besuchte von 1947 bis 1955 die 21. Grundschule in Leipzig, danach wechselte er zur Erweiterten Oberschule Humboldt, die er von 1955 bis 1959 besuchte. Er studierte von 1959 bis 1963 Philosophie in Leipzig und von 1963 bis 1966 Sinologie und chinesische Philosophie in Peking, promovierte 1969 an der Karl-Marx-Universität in Leipzig mit dem akademischen Grad des Dr. phil., promovierte erneut 1980 zum Dr. sc. phil. in Geschichte der chinesischen Philosophie und wurde 1984 Professor für Sinologie an der Universität Leipzig.
An der Karl-Marx-Universität bzw. später Universität Leipzig war Moritz von 1981 bis 1984 Dozent für Geschichte der chinesischen Philosophie, von 1984 bis 1990 Professor für Sinologie an der Sektion Afrika- und Nahostwissenschaften, von 1991 bis 1993 Professor an der Fakultät für Kultur-, Sprach- und Erziehungswissenschaften und schließlich von 1994 bis 2006 Professor für Klassische Sinologie an der Fakultät für Geschichte, Kunst- und Orientwissenschaft.
Er war von 1983 bis 1986 stv. Direktor der Sektion Afrika-/Nahostwissenschaften, 1988–93 Leiter des Lehr- und Forschungsbereichs Süd- und Ostasien, 1993 Gründungsdirektor des neuen Ostasiatischen Instituts der Universität Leipzig und 2007 Gründungsdirektor des Leipziger Konfuzius-Instituts. Sein Forschungsschwerpunkt ist der Konfuzianismus.
In den 80er Jahren war Moritz Mitglied der wissenschaftlichen Beiräte für Asien-, Afrika- und Lateinamerikawissenschaften, für Philosophie und für Alte Geschichte und Archäologie beim Ministerium für Hoch- und Fachschulwesen der DDR, ferner des Problemrates für aktuelle China-Forschung. In den 90er Jahren wirkte er als langjähriges Mitglied der Auswahlkommission des DAAD.
An der Freien Universität Berlin hatte Moritz im Wintersemester 2009/10 eine Gastprofessur inne.
Während seiner Forschungs- und Lehrtätigkeit in der DDR verbrachte er auch Vortrags- und Forschungsaufenthalte in der Sowjetunion, der Volksrepublik China, Taiwan, den Niederlanden und den USA.
Ralf Moritz ist seit 1998 Mitherausgeber der Mitteldeutschen (Leipziger) Studien zu Ostasien. Unter seiner Leitung erfolgte bei Förderung durch die DFG die Erschließung der sinologischen Altbestände der Universitätsbibliothek Leipzig.

## Werke (Auswahl)

### Als Autor
- Hui Shi und die Entwicklung des philosophischen Denkens im alten China. Akademie-Verlag, Berlin 1973.
- Philosophen Lesebuch (in 2 Bänden) (Mitautor und Mitherausgeber). Dietz Verlag Berlin 1988
- Die Philosophie im alten China. Deutscher Verlag der Wissenschaften, Berlin 1990, ISBN 3-326-00466-4.
- Der Konfuzianismus und die Pluralität der Moderne. Academia Sinica. Institut für Literatur und Philosophie, Taipeh 2002 (chinesisch).
- Das Problem des Weltwissens im Vergleich zwischen konfuzianischem Denken und moderner europäischer Philosophie. Academia Sinica. Institut für Literatur und Philosophie, Taipeh 2004 (chinesisch).

### Als Herausgeber
- Konfuzius: Gespräche. Reclam, Leipzig 1982; zuletzt: Reclam, Stuttgart 2014, ISBN 978-3-15-009656-7 (auch Übersetzer).
- Klassen und Klassenstruktur in der VR China. Verlag Nauka, Moskau 1982 (russisch; auch Mitautor).
- mit Hiltrud Rüstau, Gerd-Rüdiger Hoffmann: Wie und warum entstand Philosophie in verschiedenen Regionen der Erde? Dietz, Berlin 1988, ISBN 3-320-01022-0 (auch Mitautor).
- Sinologische Traditionen im Spiegel neuer Forschungen. Leipziger Universitätsverlag, Leipzig 1993, ISBN 3-929031-36-1 (auch Mitautor).
- mit Lee Ming-Huei: Der Konfuzianismus. Ursprünge, Entwicklungen, Perspektiven. Leipziger Universitätsverlag, Leipzig 1998, ISBN 3-933240-03-4 (auch Mitautor).
- Das Große Lernen (Daxue). Reclam, Stuttgart 2003, ISBN 3-15-018265-4 (auch Übersetzer).

## Auszeichnungen
- 2006: Universitätsmedaille der Universität Leipzig[4]

Aufnahme in
- das US-amerikanische biographische Werk Who’s Who in the World (2003 und Folgejahre). New Providence/New Jersey, Marquis Who’s Who Publication Board.
- die Cambridge-Biographie 2000 Outstanding Intellectuals of the 21st Century (2004 und Folgejahre). Cambridge, International Biographical Centre.
- Great Minds of the 21st Century (2005 und Folgejahre), Raleigh/North Carolina, American Biographical Institute.
- International Directory of Experts and Expertise (2005 und Folgejahre). Raleigh/North Carolina, American Biographical Institute.
- Leading Educators of the World 2013. Cambridge International Biographical Centre.
- Who is Who in der Bundesrepublik Deutschland (2006 und Folgejahre). Hübners Who is Who, Zug/CH, Verlag für Personenenzyklopädien AG.